# Warren G
Warren Griffin III, känd under artistnamnet Warren G, född 10 november 1970 i Long Beach, Kalifornien, är en amerikansk rappare som är känd för låtar som bland annat Regulate, som spelades in 1994 tillsammans med Nate Dogg.
Warren G var en av medlemmarna i gruppen 213, där även Snoop Dogg och Nate Dogg var med. Namnet 213 är postkoden till deras uppväxtområde. Gruppen presenterades för Dr. Dre, som är Warren G:s styvbror och Dre blev positivt överraskad och signade alla till Deathrow Records där de sedan slog igenom. Warren G's första album släpptes dock inte av Death Row Records då Warren G lämnade bolaget kort efter att han signats.